# 卡斯塔纳
卡斯塔纳（義大利語：Castana）是意大利伦巴第大区帕維亞省的市镇。面积为5.2平方公里，2004年人口数量为739人。